# Pierre-Marc de Biasi
Pierre-Marc de Biasi (1950) è un critico letterario e scultore francese.
Ex allievo della École Normale Supérieure de Saint-Cloud, professore, è direttore dell'istituto dei Testi e Manoscritti moderni (ITEM Institut des Textes et Manuscrits modernes) presso il CNRS. Specialista di critica genetica e dell'opera di Flaubert ha pubblicato parecchi saggi e curato numerose edizioni delle opere e dei manoscritti di questo scrittore (in particolare Carnets de travail, Balland, 1988; Voyage en Égypte, Grasset, 1991)

È anche un esperto della storia della carta, autore di una serata tematica su arte (La Saga du papier, ed. Adam Biro) e di parecchie pubblicazioni su questo tema.
Come artista, ha esposto i suoi lavori, sulla materia, il segno, la memoria, il corpo, la scrittura, in una cinquantina di esposizioni, in Francia ed all'estero. La sua opera, ispirata al minimalismo e all'arte povera, esplora parecchi ambiti (scultura, pittura, disegno, fotografia, video, installazioni) con una dominante per le sperimentazioni sul cemento e la carta. Ha realizzato anche parecchie sculture monumentali ed allestimenti, particolarmente nell'ambito delle commesse pubbliche (Parigi, Marne-la-Vallée, Niort, Grenoble).

## Opere
- La carta: avventura quotidiana, collana «Universale Electa/Gallimard●Storia e civiltà», (nº 128), Electa/Gallimard, 1999, ISBN 88-445-0162-7.